# 5 Piscium
5 Piscium är en gul jätte i stjärnbilden  Fiskarna. 
5 Psc har visuell magnitud +5,42 och är synlig för blotta ögat vid någorlunda god seeing. Den befinner sig på ett avstånd av ungefär 265 ljusår.